# Хачатуров, Стюарт Артёмович
Стюарт Артёмович Хачатуров (Хачатурян) — советский хозяйственный, государственный и политический деятель.

## Биография
Родился 27 марта 1907 года в городе Баку в армянской семье.
В 1930 году окончил инженерно-строительный факультет Азербайджанского политехнического института, получив диплом инженера-строителя и военную специальность инженера-фортификатора.
Трудовую деятельность начал в 1927 году, совмещая учёбу в институте с работой на производстве в качестве чертёжника и техника в проектно-изыскательных партиях.
С 1930 года работал по специальности в различных строительных организациях, занимаясь строительством промышленных, культурно-бытовых и жилых объектов в городе Баку и в районах Азербайджана. В сентябре 1940 года по решению Совета Министров Азербайджанской ССР был мобилизован на строительство Бакинского авиационного завода № 446 Министерства авиационной промышленности СССР.
Работая в должности главного инженера «Азгосстройтреста», Стюарт Артемович обеспечил своевременный ввод в эксплуатацию Бакинского 446-го авиационного завода, командовал строительством военных аэродромов, бомбоубежищ и различных оборонительных сооружений на подступах к бакинским нефтяным месторождениям, а также строительством и вводом в эксплуатацию ряда крупных и стратегически важных промышленных объектов на территории Азербайджана (среди них реконструкция Бакинского морского порта, строительство Завода № 142 Министерства химической промышленности СССР в городе Сумгаите, монтаж дизеля 9-ДКВ в городе Кировобаде и др.).
В декабре 1946 года в качестве главного инженера треста «Дашкесанрудстрой» был направлен на строительство уранового рудника и обогатительной фабрики в азербайджанском городе Дашкесан, где до января 1949 года принимал непосредственное участие в осуществлении государственной программы по созданию советского ядерного оружия. В январе 1949 года был направлен в качестве главного инженера в трест «Закпромстрой», который должен был обеспечить крупномасштабное строительство объектов промышленной индустрии Азербайджана в Сумгаите.
В 1956 году специальном Постановления ЦК КПСС и Совета Министров СССР был направлен в столицу Казахстана город Алма-Ату для работы во вновь созданном республиканском строительном министерстве. С этого времени на протяжении 15 лет, занимая высокие руководящие должности в строительной отрасли республики, принимает непосредственное участие в развёрнутом на её огромной территории промышленном и культурно-бытовом строительстве.
С 1957 года работал первым заместителем Председателя Алма-Атинского совнархоза (1957—1959), первым заместителем Председателя Государственного планового комитета Совета Министров Казахской ССР (1959—1962 г.).
С 1962 по 1971 годы — Заместитель Председателя Совета Министров Казахской ССР (1962—1966), Председатель Государственного комитета Совета Министров Казахской ССР по делам строительства (1966—1971).
С 1959 по 1972 годы был депутатом Верховного Совета Казахской ССР 5-го, 6-го и 7-го созывов.
В июле 1971 года переезжает на постоянное место жительство в Москву и продолжает свою трудовую деятельность, работая до 1985 года в Государственном комитете Совета Министров РСФСР по делам строительства в должности заместителя председателя научно-технического совета.
Умер 17 июля 1987 года.

## Награды
- орден Трудового Красного Знамени (3)
- медаль «За оборону Кавказа»